# 메디컬TV 주치의
메디컬TV 주치의는 메디컬TV에서 2010년 11월부터 2011년 12월까지 방송했던 건강 쇼 프로그램이다.

## MC
- 류시현

## 의학 전문 리포터
- 안지민

## 코너
- 오늘의 주제
- 그것이 궁금하다 BEST3